# Oenothera octolineata
Oenothera octolineata är en dunörtsväxtart som beskrevs av Hudziok. Oenothera octolineata ingår i släktet nattljussläktet, och familjen dunörtsväxter. Inga underarter finns listade i Catalogue of Life.